# Erkanbald
Erkanbald dit aussi Erkembaud ou Archambaud fut abbé de Fulda de 997 à 1011 puis archevêque de Mayence de 1011 à sa mort, le 17 août 1021. Son corps repose dans la crypte de l’Église Saint-Jean de Mayence.
En tant qu'abbé de Fulda Erchanbald a soutenu Henry en 1002 et 1003 sur le Rhin moyen et en Franconie. En 1007, il soutient la fondation du diocèse de Bamberg. En 1008, il se tint de nouveau du côté d'Henry dans la querelle luxembourgeoise.
Apparemment, il n'a pas reçu d'Henri II l'archevêché italien de son prédécesseur immédiat, Willigis. Il apparaît plusieurs fois comme Intervenant dans les documents de l'empereur et consacre les évêques de Verden et de Prague à sa province ecclésiastique Mayence. En 1013/14, il participa à la procession à Rome, après quoi il soutint l'empereur dans la réalisation de la réforme à Fulda. Il soutient également l'empereur en politique en Basse Lorraine et vers la Pologne.
L'église de Sainte-Croix devant Mayence est instituée collégiale par l'évêque Erkanbald en 1011. Erkanbald, de la lignée des comtes d’Ölsburg, était un parent de l'évêque Bernward de Hildesheim. Déjà en tant qu'abbé de Fulda, il était un fervent partisan d'Henri de Bavière lequel, devenu empereur sous le nom d’Henri II, le récompensa en lui conférant l’archevêché de Mayence, et par là-même la chancellerie impériale.

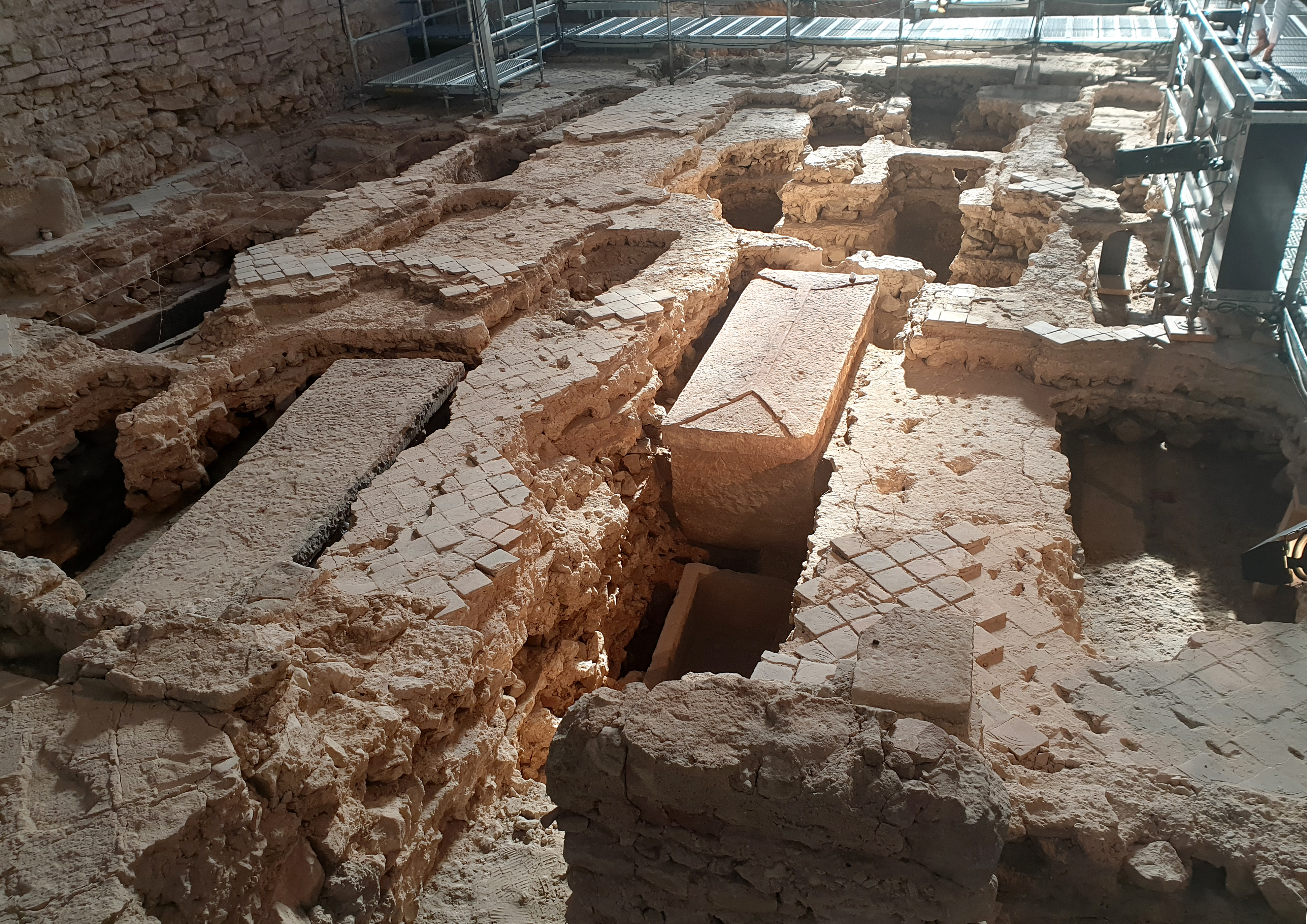
Sarcophage de l'évêque découvert à Mayence.

En juin 2019, des archéologues ont ouvert un sarcophage dans l'église Saint-Jean de Mayence. L'enquête a révélé que le corps à l'intérieur était celui de l'archevêque Erkanbald. Selon la restauratrice Anja Bayer, le mort portait une chasuble en soie de couleur bleue qui se terminait par un bord doré sur le cou de la victime. Sur la chasuble, il y avait encore un tissu de laine, qui était un pallium. Le mort portait aussi des sandales épiscopales. Seuls les plus hauts ecclésiastiques, en particulier les évêques, avaient droit à ces parties des vêtements. Des études de l'anthropologue Carola Berszin ont montré que l'homme de 1,82 m de haut, âgé de 40 à 60 ans, pesait environ 70 kg et qu'il souffrait de goutte aux pieds et de spondylarthrite ankylosante. La raison pour laquelle il s'est couché à l'envers dans le cercueil n'est pas claire. Des recherches génétiques seront effectuées à Bolzano.

## Source
- Ludwig Falck (dir.), 1000 Jahre Mainzer Dom - Werden und Wandel, Die Nachfolger des Willigis auf dem Mainzer Stuhl, Mayence, 1975.